# Vuelo 175 de United Airlines
El vuelo 175 de United Airlines fue un vuelo regular nacional de pasajeros de Estados Unidos. El avión despegó del Aeropuerto Internacional Logan en Boston, Massachusetts y tenía como destino el Aeropuerto Internacional de Los Ángeles en Los Ángeles, California. El avión fue secuestrado por cinco miembros de al-Qaeda la mañana del martes 11 de septiembre de 2001, y fue estrellado en la Torre Sur del World Trade Center en la ciudad de Nueva York, como parte de los atentados del 11 de septiembre de 2001. Los secuestradores entraron a la fuerza a la cabina de mando, durante los primeros 15 minutos de vuelo, interrumpiendo desde ese momento el control del piloto y del copiloto. El terrorista Marwan al-Shehhi, quien había sido instruido como piloto, tomó los controles de la aeronave. Los controladores de tráfico aéreo supusieron que sufrían algún problema técnico y que a eso se debía el corte en las comunicaciones. Algunos pasajeros y parte de la tripulación a bordo efectuaron llamadas telefónicas desde el avión para proporcionar información acerca de los secuestradores, así como el estado de los pasajeros y la tripulación, entre los que había varios heridos.
El avión se estrelló en la Torre Sur del World Trade Center en la ciudad de Nueva York a las 9:03:42 a. m., matando a las 65 personas a bordo, incluidos los 5 secuestradores. El vuelo 175, fue coordinado junto con el vuelo 11 de American Airlines, el cual ya había impactado en la Torre Norte 18 minutos antes, a las 8:46:27 a. m. El impacto del vuelo 175 en la Torre Sur fue el único que se pudo ver en directo en todo el mundo cuando ocurrió. Fue el impacto del Vuelo 175 de United Airlines en la Torre Sur lo que hizo que el mundo entero se diera cuenta de que el choque de ambos aviones en el World Trade Center de la ciudad de Nueva York en Manhattan había sido un ataque terrorista suicida y no un accidente, como se pensaba en un principio. El impacto y el posterior fuego en la Torre Sur provocaron su derrumbe, 56 minutos más tarde, a las 9:59:00 a. m., ocasionando miles de muertos. Durante las labores de rescate y recogida de escombros en el emplazamiento del World Trade Center, los trabajadores hallaron e identificaron los restos mortales de las víctimas del vuelo 175, pero muchos otros restos corporales aún no han podido ser identificados.

## Antecedentes

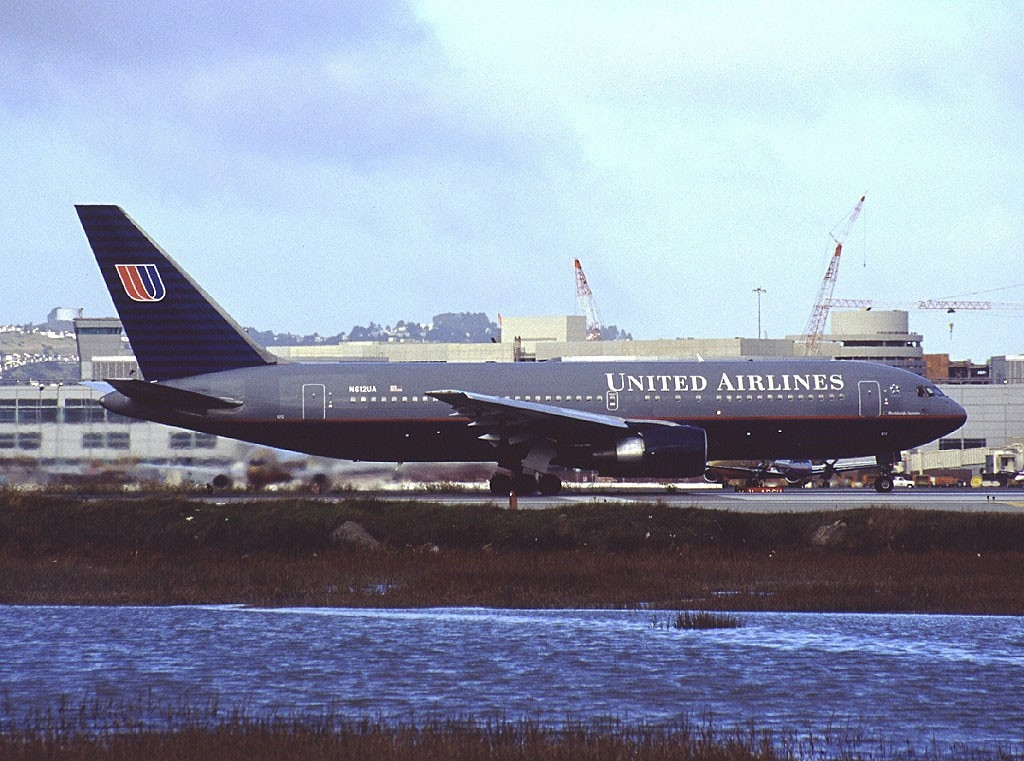
La aeronave en San Francisco en 1999.

El grupo de secuestradores del vuelo 175 de United Airlines estaba liderado por Marwan al-Shehhi, nacido en los Emiratos Árabes Unidos. Shehhi obtuvo la licencia de piloto comercial durante un entrenamiento en el sur de Florida, al igual que el secuestrador y cabecilla del ataque, que pilotó el vuelo 11 de American Airlines, Mohamed Atta. El grupo de secuestradores del vuelo 175 incluía a Fayez Banihammad, de EAU (Emiratos Árabes Unidos), y tres saudíes: Hamza al-Ghamdi, Ahmed al-Ghamdi, y Mohand al-Shehri. El 13 de agosto de 2001, Marwan al-Shehhi adquirió dos cuchillos de bolsillo de unos 10 cm, en una tienda de deportes autorizada, en Boynton Beach, Florida, mientras que Banihammad compró dos sets de cuchillos en un Wal-Mart, y Hamza al-Ghamdi compró una navaja multiusos del tipo Leatherman Wave.
A comienzos de septiembre de 2001, los secuestradores del vuelo 175 llegaron a Boston desde Florida. Hamza al-Ghamdi y Ahmed al-Ghamdi llegaron juntos el 7 de septiembre, y se registraron en el Charles Hotel en Cambridge, Massachusetts. Al día siguiente, se hospedaron en un hotel Days Inn en Boston. Fayez Banihammad voló de Florida a Boston, junto con Mohand al-Shehri, el 8 de septiembre, y se registraron el mismo día en el Milner Hotel en Boston. Marwan al-Shehhi llegó a Boston el 9 de septiembre, y se alojó en el Milner Hotel donde compartió habitación con Mohamed Atta.

## El vuelo
El Vuelo 175 de United Airlines de ese día era un avión del tipo Boeing 767-222
, con registro N612UA, y capacidad para 168 pasajeros. El 11 de septiembre de 2001, el vuelo sólo iba a transportar a 56 pasajeros, así como a 9 miembros de la tripulación, que representaban el 33 por ciento de ocupación — una ocupación significativamente inferior, respecto al 49% registrada en los meses precedentes al 11 de septiembre. Los nueve miembros de tripulación incluían al piloto Victor Saracini, Primer Oficial Michael Horrocks, y a los auxiliares de vuelo Robert Fangman, Amy Jarret, Amy King, Kathryn Laborie, Alfred Marchand, Michael Tarrou, y Alicia Titus.

### Embarque
Después de pagar la factura del Hotel Days Inn, un taxi llevó a Hamza al-Ghamdi y a Ahmed al-Ghamdi al Aeropuerto Internacional de Boston. Ahmed al-Ghamdi y Hamza al-Ghamdi llegaron al mostrador de facturación de United Airlines a las 6:20 hora del Este (UTC -5:00), donde Ahmed al-Ghamdi facturó dos bolsas. Ambos secuestradores dijeron que querían adquirir su tarjeta de embarque pensando que lo que realmente tenían eran unos pedazos de papel. Tuvieron algún problema para contestar las preguntas de seguridad estándar, así que el agente del mostrador se vio obligado a repetirles las preguntas muy despacio, hasta que ambos dieron las respuestas correctas. El piloto del secuestro, Marwan al-Shehhi, facturó una maleta a las 6:45, y los secuestradores restantes, Fayez Banihammad y Mohand al-Shehri, facturaron a las 6:53. Banihammad facturó dos maletas. Ninguno de los secuestradores fue seleccionado para un examen extra por el sistema informático asistido de preselección de pasajeros (CAPPS).
Shehhi y los otros secuestradores embarcaron en el avión del vuelo United Airlines 175 entre las 7:23 y las 7:28. Banihammad embarcó primero y se sentó en Primera Clase en el asiento 2A, mientras que Mohand al-Shehri se sentó en el 2B. A las 7:27, Shehhi y Ahmed al-Ghamdi embarcaron, y se sentaron en business class, en los asientos 6C y 9D respectivamente. Un minuto más tarde, Hamza al-Ghamdi embarcaba y se sentaba en el 9C.
El vuelo, que tenía prevista su salida para las 8:00, comenzó el retroceso a las 7:58 de la puerta 19 en la Terminal C, y despegó a las 8:14. A las 08:33, alcanzaba la altitud de crucero de 31,000 pies (10.000 m de altura), momento en el cual el servicio de bebidas a bordo comenzó a funcionar. A las 8:37, los controladores aéreos preguntaron a los pilotos del vuelo 175 si podían ver al American Airlines 11. La tripulación respondió que tenían al American 11 localizado a 29.000 pies, y los controladores dieron orden al vuelo 175, para que virase y esquivase a este avión. Los pilotos declararon que habían escuchado una transmisión sospechosa antes del despegue. "Sonaba como si alguien nervioso hubiese cogido el micrófono, y, hubiese pedido a la gente que se mantuviese en sus asientos" declaró la tripulación del vuelo. Esta fue la última transmisión del vuelo 175.

### Secuestro
El secuestro del vuelo 175 ocurrió entre las 8:42 y las 8:46. A las 8:47, los secuestradores cambiaron el código del transpondedor a 3321. Debido a esto, el controlador de tráfico aéreo de Nueva York identifica la aeronave como una aeronave de la aerolínea American Airlines. A las 8:47:03, el controlador de tráfico aéreo de Nueva York pidió al vuelo 175 que restableciera el código del transpondedor a 1470, pero no hubo respuesta. Después, comenzó a desviarse de su curso programado. Pero los controladores del vuelo decidieron no notificarlo hasta unos minutos más tarde: a las 8:51. A diferencia del American Airlines 11, que había desconectado su transpondedor, los datos del vuelo 175 se mantuvieron completamente representados. Además, a las 8:51, el vuelo 175 modificó su altitud. Durante los siguientes tres minutos, el controlador intentó, de manera infructuosa, contactar con el vuelo 175; lo que le hizo desviar a tráficos cercanos de las proximidades del vuelo 175.
Al cabo de este tiempo, el vuelo 175 estuvo a punto de colisionar en el aire con el vuelo 2315 de Delta Airlines, quedando reflejado que el avión pasó a sólo 200 pies, mientras el controlador aéreo, Dave Bottiglia, intentó desesperadamente que el Delta 2315 efectuase una maniobra evasiva. Bottiglia fue la primera persona en el centro de control en darse cuenta de que el vuelo 175 se encontraba bajo secuestro cuando le dio instrucciones para que virara sin resultado alguno. El vuelo 175 no respondió, en lugar de ello, aceleró y se fue directo al vuelo Delta Air Lines 2315. El controlador ordenó al piloto de Delta: "Efectúe la maniobra evasiva que considere necesaria. Tenemos un avión que no sabemos que está haciendo. Ninguno de sus movimientos." Momentos antes de la colisión del vuelo 175, evitó una colisión con el vuelo 7 de Midwest Express.
A las 8:55, un supervisor del centro de control aéreo de Nueva York, notificó al jefe del centro de operaciones que el vuelo 175 se consideraba secuestrado, y David Bottiglia, quien seguía la pista del vuelo 175, hizo la siguiente observación: "Nosotros debemos tener un secuestro allí arriba, dos para ser exactos." A las 8:58, el avión puso rumbo a la ciudad de Nueva York, y pasó por debajo de los 28.500 pies sobre Nueva Jersey. Desde este momento, a las 8:58 aproximadamente, cuando Shehhi completó el viraje hacia la ciudad de Nueva York, efectuó una bajada en picado con motores, descendiendo más de 24 000 pies en 4 minutos y 40 segundos, alcanzando una media de descenso de más de 5.000 pies por minuto. lo cual terminó en el Impacto. El controlador aéreo de Nueva York Dave Bottiglia, notificó que él y sus compañeros: "hemos hecho el cálculo de altitudes y ellos están descendiendo, directo a tierra, a 10.000 pies por minuto. Esto es absolutamente inaudito para un avión comercial."

### Llamadas
El auxiliar de vuelo Robert Fangman, así como dos pasajeros (Peter Hanson y Brian David Sweeney) efectuaron llamadas telefónicas desde el vuelo 175 de United Airlines, haciendo uso de los teléfonos GTE de la aeronave, situados en la cola del avión. La grabación del teléfono, indicó que Garnet Bailey efectuó cuatro llamadas telefónicas, intentando localizar a su mujer.
El tripulante de vuelo, Robert Fangman, llamó a la oficina de United Airlines en San Francisco a las 8:52, y habló con Marc Policastro. Fangman confirmó el secuestro, y dijo que los secuestradores probablemente estaban pilotando el avión. También dijo que ambos pilotos habían sido asesinados, y que otro tripulante de vuelo, había sido acuchillado. Después de 1 minuto y 15 segundos, la llamada se cortó. Policastro intentó reiteradas veces contactar con la cabina, mediante mensajes, usando el sistema ACARS.
Brian David Sweeney intentó llamar a su esposa a las 8:58, pero finalmente le dejó un mensaje diciéndole que el avión había sido secuestrado. Después llamó a sus padres a las 9:00 y habló con su madre, Louise Sweeney, a quien contó del secuestro y mencionó que los pasajeros estaban considerando entrar a la fuerza en la cabina y tomar el control del avión.
A las 8:52, Peter Hanson llamó a su padre, Lee Hanson, que se encontraba en Easton (Connecticut), contándole lo del secuestro. Hanson viajaba con su mujer, Sue, y su hija de dos años y medio, Christine, quien fue la víctima más joven de los ataques. Entre susurros, Hanson dijo que los secuestradores habían tomado la cabina, que un auxiliar de vuelo había sido acuchillado, y que probablemente, habría algún muerto en la parte delantera del avión. También dijo que el avión estaba volando de manera irregular. Hanson preguntó a su padre si podría contactar con United Airlines, pero Lee no lo pudo hacer, así que en lugar de eso, llamó a la policía.
Peter Hanson llamó por segunda vez a su padre a las 9:00:

Esto está cada vez peor, papá. Una azafata ha sido acuchillada. Parece que tienen cuchillos y una maza. Dicen que tienen una bomba. Lo estamos pasando muy mal en el avión.  Los pasajeros están vomitando o tienen náuseas. El avión sufre muchas sacudidas. Creo que el piloto no está manejando el avión. Creo que estamos descendiendo. Creo que intentan volar hasta Chicago o algún lugar parecido y volamos entre edificios. No te preocupes, papá. Si algo ocurre, será muy rápido...Oh Dios mío..., oh Dios mío, oh Dios mío."

Antes de que la llamada se corte, el padre de Hanson escucha a una mujer gritar.

### Impacto

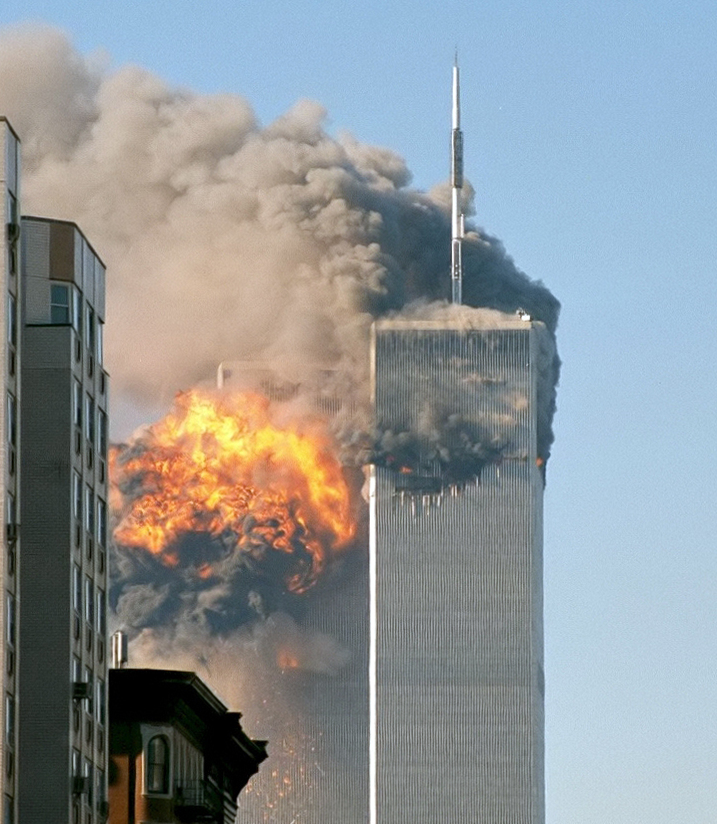
La fachada norte de la Torre Sur inmediatamente después del impacto

A las 9:01, dos minutos antes del impacto, el vuelo 175 continuó su descenso hacia el sur de Manhattan, el centro de Control de Nueva York, alerta de otro vuelo bajo, que según el monitor ha efectuado un circuito por Nueva Jersey, luego sobre Staten Island y por el Embarcadero de Nueva York en los últimos segundos.
Marwan al-Shehhi estrelló deliberadamente el Vuelo 175 de United Airlines en la fachada sur de la Torre Sur del World Trade Center (WTC 2) a las 9:03:08 de la mañana del martes 11 de septiembre del 2001, volando a aproximadamente 950 km/h (590 mph) e impactando entre las plantas 77 a 85 con aproximadamente 40 000 l de combustible. matando a las 65 personas a bordo del avión, así como también a un número desconocido de personas que trabajaban en sus oficinas en el interior del edificio en la zona de impacto y en sus alrededores, presas de la explosión, los incendios, algunos que saltaron al vacío desde lo alto del edificio y en el posterior derrumbe del edificio. Alrededor de 900 personas murieron instantáneamente o quedaron atrapadas en los pisos superiores al impacto en la Torre Sur.
Según los testigos, así como lo que se ve en el vídeo, el avión parece efectuar un viraje a la izquierda, según parece el avión podría estar esquivando el edificio en los segundos finales; o, simplemente, intentaba colapsar un mayor número de plantas gracias a las alas. En el momento del golpe, el avión estaba escorado a la izquierda.
Las imágenes del ataque fueron tomadas en vídeo desde diversos puntos bien localizados, que incluían, desde la televisión retransmitiendo en directo, a vídeos amateur; mientras que aproximadamente 100 cámaras tomaban instantáneas, momentos antes del impacto. Una de las fotos más esclarecedoras, fue la que hizo Carmen Taylor desde el piso superior del Ellis Island Ferry amarrado en Battery Park. Las imágenes en vídeo aparecieron durante todo el día en todos los programas informativos, que lo pusieron un sinfín de veces, aunque en los siguientes días, se establecieron restricciones en la distribución de este documento. También es notable en fotografías unos extraños reflejos en la parte baja del avión, segundos antes de estrellarse contra la Torre Sur. La empresa fabricante de aviones, Boeing, no explicó el hecho.
Orio Palmer y Ronald Paul Bucca fueron los primeros bomberos en alcanzar la zona del impacto, piso 77, reportando numerosas víctimas fatales y dos focos aislados de fuego. Su última transmisión fue a las 9:59, un par de minutos después de que llegaron al piso siniestrado y segundos antes de que sucediera el colapso.

## Derrumbe
Al contrario que en la Torre Norte, una de las tres escaleras internas se hallaba intacta tras el impacto del vuelo 175 en la Torre Sur. Tan sólo 18 personas consiguieron pasar por esta escalera y salir sanos y salvos antes del derrumbe. Unas de estas personas fueron Stanley Praimnath y Brian Clark. Stanley, quien estaba en la planta 84, fue testigo directo de cómo el vuelo 175 iba directo a donde estaba él. Una de las alas, acabó en el interior de su oficina. Algunas personas por encima de la zona de impacto ascendieron a la azotea del edificio, a la espera de que algún helicóptero les rescatase. Sin embargo, las puertas de acceso a la azotea estaban cerradas. En cualquier caso, el espeso humo y el intenso calor impedían cualquier intento de aterrizaje de un helicóptero. La torre Sur se derrumbó a las 9:59:35 después de arder durante 56 minutos y medio.

## Consecuencias

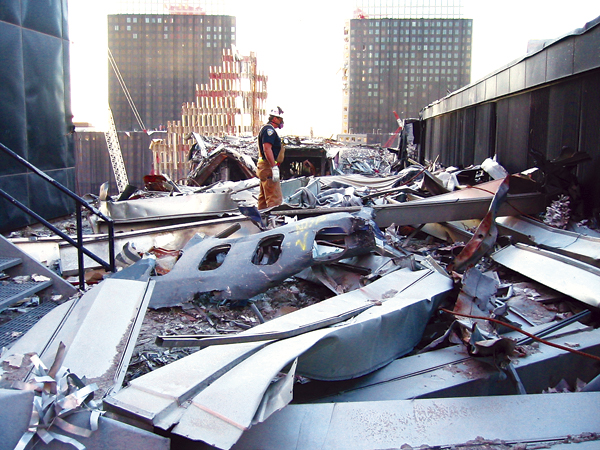
Partes del fuselaje del vuelo 175 en el tejado del 5 WTC.

Algunos restos del avión, fueron recuperados en los alrededores, incluyendo el tren de aterrizaje hallado en el tejado de un edificio que hacía esquina entre West Broadway y Park Place, un motor fue localizado en la calle Church & Murray, y una sección del fuselaje acabó en la parte superior del edificio número 5 de World Trade Center.
Durante el proceso de recogida, pocos días después del ataque, los rescatistas encontraron fragmentos corporales de las víctimas del vuelo 175 en el emplazamiento del World Trade Center, incluyendo un hueso de 15 cm que correspondía al pasajero Peter Hanson, y un pequeño fragmento de hueso de la pasajera Lisa Frost. Los restos de muchos otros pasajeros y miembros de la tripulación del vuelo 175 nunca fueron encontrados.
Poco después del atentado, el número de vuelo para futuros vuelos en la misma ruta, fue cambiado de vuelo 175 a vuelo 1525 "por respeto a quienes murieron en el ataque". Desde entonces, United Airlines ha renumerado y reconfigurado los horarios de todos sus vuelos de Boston a Los Ángeles, y ninguno de sus vuelos de las mañanas sale a las 8:00, hora del Este (13:00 UTC). Desde septiembre de 2007, este vuelo ha sido renombrado como vuelo 162 de United Airlines, y además se reemplazó el Boeing 767 con un Boeing 757. Una bandera de los Estados Unidos fue izada en la pasarela de acceso a aeronaves de la puerta C19 del aeropuerto Logan, desde donde despegó el vuelo 175 el día de los ataques.
Actualmente United no opera aquel vuelo en respectivo horario. Los vuelos salientes de Logan a Los Ángeles operan después de las 9am.

## Lista de terroristas a bordo
- Marwan al-Shehhi  piloto, asiento 2C
- Mohand al-Shehri , asiento 2B
- Fayez Banihammad , asiento 2A
- Ahmed al-Ghamdi , asiento 9D
- Hamza al-Ghamdi , asiento 9C

## Lista de miembros de vuelo
- Victor Saracini, piloto, Lower Makefield, Pensilvania
- Michael R. Horrocks, copiloto, Glen Mills, Pensilvania
- Robert Fangman, Claymont, Delaware
- Amy N. Jarret, North Smithfield, Rhode Island
- Amy R. King, Stafford Springs, Connecticut
- Kathryn L. LaBorie, Providence, Rhode Island
- Alfred Gilles Padre Joseph Marchand, Alamogordo, Nuevo México
- Michael C. Tarrou, Stafford Springs, Connecticut
- Alicia Nicole Titus, San Francisco, California

## Lista de pasajeros a bordo
Alona Abraham, 30 años, era de Ashdot, Israel.
Garnet "Ace" Bailey, 53 años, de Lynnfield, Massachusetts, fue director de exploración profesional para el equipo de hockey Los Angeles Kings. Bailey estaba entrando en su 33ª temporada como jugador o explorador en la Liga Nacional de Hockey y su octava con los Kings. Antes de unirse a los Kings, pasó 13 años como explorador de los Edmonton Oilers, un equipo que tejió cinco Copas Stanley durante ese tiempo. Como jugador, Bailey pasó cinco años con los Boston Bruins y fue miembro de los equipos del campeonato de la Copa Stanley en 1969-70 y 1971-72. Bailey también pasó partes de dos temporadas con los Detroit Red Wings y St. Louis Blues, y tres años con los Washington Capitals. Le sobreviven su esposa, Katherine, y su hijo, Todd.
Mark Bavis, 31 años, de West Newton, Massachusetts, estaba entrando en su segunda temporada como cazatalentos aficionado de Los Angeles Kings. Nacido en Boston, jugó cuatro años en el equipo de hockey de la Universidad de Boston, donde su hermano gemelo, Michael, es entrenador asistente. Además de su hermano gemelo, a Bavis le sobreviven su madre, Mary; otros dos hermanos, Pat y Johnny; y tres hermanas, Kelly, Mary Ellen y Kathy. La familia Bavis perdió a un hermano hace 15 años, y el padre de Bavis murió hace 10 años.
Graham Berkeley, 37 años, era de Wellesley, Massachusetts, trabajaba en Xerox Corp.
Touri Bolourchi, 69 años, era de Beverly Hills, California.
Klaus Bothe, 31 años, de Alemania, estaba en un viaje de negocios con el director ejecutivo de BCT Technology AG y otro ejecutivo. Bothe se unió a la compañía en 1994 y fue su director de desarrollo. Le sobreviven su esposa y un hijo.
David Reed Gamboa Brandhorst, 3 años, de Los Ángeles, California.
Daniel Raymond Brandhorst, 41 años, de Los Ángeles, California, era contador en PricewaterhouseCoopers.
John Brett Cahill, 56 años era de Wellesley, Massachusetts, era un exgerente ejecutivo sénior de Xerox.
Christoffer Carstanjen, 33 años, de Turner Falls, Massachusetts, fue asistente de personal en la oficina de tecnología de la información de la Universidad de Massachusetts-Amherst.
John J. Corcoran III, 43 años, de Norwell, Massachusetts, era integrante de la marina mercante.
Dorothy DeAraujo, 82 años, era de Long Beach, California.
Ana Gloria Pocasangre De Barrera, 49 años, era de El Salvador. Mujer de negocios que viajaba para acompañar a una persona en Boston. Planeaba ir a Los Ángeles para visitar a unos familiares y luego regresar a El Salvador. Planeaba Abrir una tienda al llegar a ese lugar, sin embargo ella no planeaba viajar ese día.
Lisa Anne Frost, 22 años, de Rancho Santa Margarita, California, se graduó de la Universidad de Boston en 2001, con títulos en comunicaciones y hospitalidad empresarial. Le sobreviven su padre, madre y hermano.
Ronald L. Gamboa, 33 años, de Los Ángeles, California, era gerente de una tienda Gap.
Lynn Catherine Goodchild, 25 años, era de Attleboro, Massachusetts.
Francis Edward Grogan, 76 años, de Easton, Massachusetts, era un sacerdote en la iglesia Holy Cross Church in Easton Massachusetts y veterano de la Segunda Guerra Mundial, Grogan sirvió como párroco, capellán y maestro en las escuelas de Holy Cross.
Carl Max Hammond, Jr., 37 años, era de Boston, Massachusetts.
Peter Hanson, 32 años, de Groton, Massachusetts, era un vendedor de software.
Sue Kim Hanson, 35 años, de Groton, Massachusetts, era doctora en inmunología.
Christine Lee Hanson, 2 años, era de Groton, Massachusetts, fue la víctima más joven en morir en los ataques del 11 de septiembre de 2001.
Gerald Francis Hardacre, 61 años, era de Cavite, Philippines, pero vivía en Carlsbad, California, era un exdirector retirado de asuntos ambientales de General Dynamics en San Diego, fue miembro fundador de la Asociación de Medio Ambiente Industrial de San Diego.
Eric Hartono, 19 años, era de Indonesia, pero vivía en Los Ángeles, California, era estudiante.
James Edward Hayden, 47 años, de Westford, Massachusetts, era Director financiero de Netegrity Inc. A Hayden le sobreviven su esposa, Gail, y sus dos hijos.
Herbert Homer, 48 años, de Milford, Massachusetts, trabajó para Raytheon Co.
Robert Jalbert, 61 años, de Swampscott, Massachusetts, era un vendedor.
Ralph Kershaw, 52 años, de Manchester-by-the-Sea, Massachusetts, era un agrimensor marino.
Heinrich Kimmig, 43 años, presidente y director ejecutivo de BCT Technology Ag, de Alemania, estaba en un viaje de negocios que involucraba negociaciones contractuales con socios estadounidenses junto con otros dos ejecutivos de BCT, dijo la compañía en un comunicado. Kimmig estudió ingeniería mecánica en la universidad. Después de una pasantía, se convirtió en el gerente de diseño de Badische Stahl Engineering, y poco después, fundó BSE Computer-Technologie GmbH, originalmente una compañía de software que opera localmente. En 1999, esta empresa se convirtió en BCT Technology AG. A Kimmig le sobreviven su esposa y dos hijos.
Brian Kinney, 29 años, de Lowell, Massachusetts, era auditor de PriceWaterhouse Cooper.
Robert LeBlanc, 70 años, de Lee, New Hampshire, era profesor emérito de geografía en la Universidad de New Hampshire. Después de obtener su doctorado en la Universidad de Minnesota, LeBlanc se unió a la facultad de la Universidad de New Hampshire en 1963 como geógrafo cultural. Con una especialidad en estudios canadienses, examinó las comunidades francoamericanas en los pueblos de molinos de Nueva Inglaterra. Fue presidente interino y presidente del departamento de geografía durante casi 10 años, retirándose en 1999.
Maclovio "Joe" López Jr., 41 años, era de Norwalk, California.
Marianne MacFarlane, 34 años, era de Boston, Massachusetts, pero vivía en Revere, Massachusetts.
Louis Neil Mariani, 59 años, era de Derry, New Hampshire.
Juliana Valentine McCourt, 4 años, era de New London, Connecticut.
Ruth Magdaline McCourt, 46 años, era de Westford, Massachusetts.
Wolfgang Menzel, 59 años, de Alemania, se unió a BCT Technology AG en 2000 como director de recursos humanos. Le sobreviven su esposa y un hijo. Menzel había planeado retirarse en seis meses.
Shawn Nassaney, 25 años, era de Pawtucket, Rhode Island.
Patrick Quigley, 40 años, de Wellesley, Massachusetts, era socio de PriceWaterhouse Cooper.
Frederick Charles Rimmele, 32 años, era Médico Doctor de Marblehead, Massachusetts.
James Michael Roux, 43 años, era de Portland, Maine.
Jesus Sanchez, 45 años, era un auxiliar de vuelo fuera de servicio de Hudson, Massachusetts.
Kathleen Shearer, 61 años, era de Dover, Nuevo Hampshire.
Robert Shearer, 63 años, era de Dover, Nuevo Hampshire.
Jane Simpkin, 36 años, era de Inglaterra, pero vivía en Wayland, Massachusetts.
Brian D. Sweeney, 38 años, era de Barnstable, Massachusetts.
Timothy Ward, 38 años, de San Diego, California, trabajó en Rubio's Restaurants Inc., con sede en Carlsbad, California. Veterano de la compañía por 14 años, abrió su segundo restaurante en San Diego y más recientemente trabajó en el departamento de tecnología de la información.
William Weems, 46 años, de Marblehead, Massachusetts, era un productor comercial.

## Nacionalidades de los fallecidos en el avión
Las nacionalidades de los 51 pasajeros, 9 miembros de la tripulación y 5 terroristas incluyeron 13 países diferentes:
| Nacionalidad           | Pasajeros | Tripulación | Terroristas Al-Qaeda | Total |
| ---------------------- | --------- | ----------- | -------------------- | ----- |
| Estados Unidos         | 37        | 9           | 0                    | 46    |
| Alemania               | 3         | 0           | 0                    | 3     |
| Filipinas              | 2         | 0           | 0                    | 2     |
| Reino Unido            | 2         | 0           | 0                    | 2     |
| Canadá                 | 1         | 0           | 0                    | 1     |
| El Salvador            | 1         | 0           | 0                    | 1     |
| Indonesia              | 1         | 0           | 0                    | 1     |
| Irán                   | 1         | 0           | 0                    | 1     |
| Irlanda                | 1         | 0           | 0                    | 1     |
| Israel                 | 1         | 0           | 0                    | 1     |
| Puerto Rico            | 1         | 0           | 0                    | 1     |
| Arabia Saudita         | 0         | 0           | 3                    | 3     |
| Emiratos Árabes Unidos | 0         | 0           | 2                    | 2     |
| Total                  | 51        | 9           | 5                    | 65    |